# Rabenau (Saxe)
Pour les articles homonymes, voir Rabenau.
Rabenau est une ville de Saxe (Allemagne), située dans l'arrondissement de Suisse-Saxonne-Monts-Métallifères-de-l'Est, dans le district de Dresde.